# Deauville American Film Festival

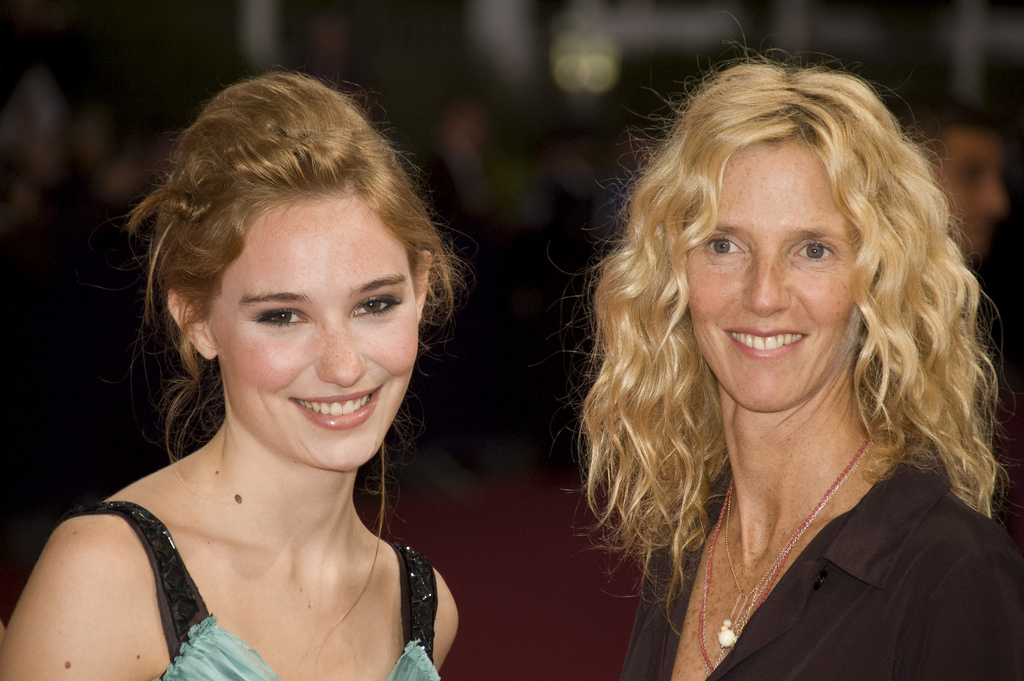
Déborah François och Sandrine Kiberlain vid 2009 års festival

Deauville American Film Festival (Festival du Cinéma Américain de Deauville) är en årlig fransk filmfestival tillägnad amerikansk film som hålls i Deauville. 
Lionel Chouchan och André Halimi gav upphov till evenemanget 1975. Det delades inte ut några priser i festivalen förrän 1995 då det tillkom utmärkelser för långfilmer, samt 1998 då priser började tilldelas kortfilmer.  